# Southern Railway (Vereinigte Staaten)
Die Southern Railway (SOU) war eine US-amerikanische Eisenbahngesellschaft. Sie entstand 1894 aus ursprünglich fast 150 Einzelgesellschaften, die sich seit den 1830er Jahren zusammenschlossen. Durch die Fusion mit der Norfolk and Western Railway im Jahre 1990 ging sie in die heute noch existierende Nachfolgegesellschaft, die Norfolk Southern Railway, über.

## Geschichte

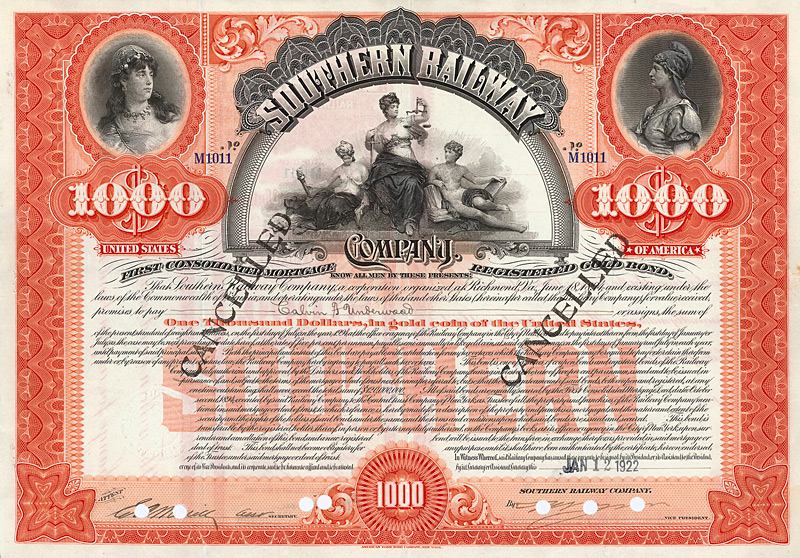
Goldbond über 1000 $ der Southern Railway Company vom 2. November 1922

Die älteste Vorgängergesellschaft der Southern Railway und eine der ersten Eisenbahnen in den USA, die South Carolina Canal and Railroad Company, wurde im Dezember 1827 gegründet. Am 25. Dezember 1830 begann sie mit der holzgefeuerten Best Friend of Charleston auf einem sechs Meilen langen Streckenabschnitt außerhalb von Charleston (South Carolina) den ersten regulären Dampfzugbetrieb der USA (die Baltimore and Ohio Railroad eröffnete den Personenverkehr etwas früher, war aber noch teilweise eine Pferdebahn). 1833 war die 136 Meilen lange Linie von Charleston nach Hamburg (South Carolina) die längste Bahnstrecke der Welt.
Als das Eisenbahnfieber in den Südstaaten grassierte, entwickelte sich langsam ein Netz, das auch über die Allegheny Mountains reichte. 1857 waren Charleston und Memphis miteinander verbunden. Der Sezessionskrieg brachte jedoch einen Einbruch in der Bautätigkeit.
Die Richmond and York River Railroad, die vom Pamunkey River bei West Point (Virginia) nach Richmond (Virginia) führte, war ein Hauptbrennpunkt von McClellans Halbinsel-Feldzug im Jahre 1862. Während der Sieben-Tage-Schlacht wurde diese kleine Bahnlinie zerstört. Die Richmond and Danville Railroad war somit die letzte Bahnlinie der Konföderierten Staaten nach Richmond. Diese half, CSA-Präsident Jefferson Davis und sein Kabinett kurz vor der Eroberung Richmonds im April 1865 nach Danville zu evakuieren.
Der Bürgerkrieg, der auch First Railroad War genannt wurde, hinterließ dem Süden nicht nur eine Wirtschaftsmisere, sondern auch ein zerstörtes Schienennetz. Viele Bahnlinien wurden jedoch wieder repariert, reorganisiert und wiedereröffnet.
Im Gebiet entlang der Flüsse Ohio und Mississippi hielt der Ausbau des Netzes auch während der Reconstruction an. In dieser Zeit expandierte das Richmond-and-Danville-System in Richtung Süden, übernahm sich jedoch und geriet 1893 in finanzielle Schwierigkeiten. Der Bankier J. P. Morgan erhielt die Kontrolle über die Gesellschaft und reorganisierte sie in das Southern Railway System.

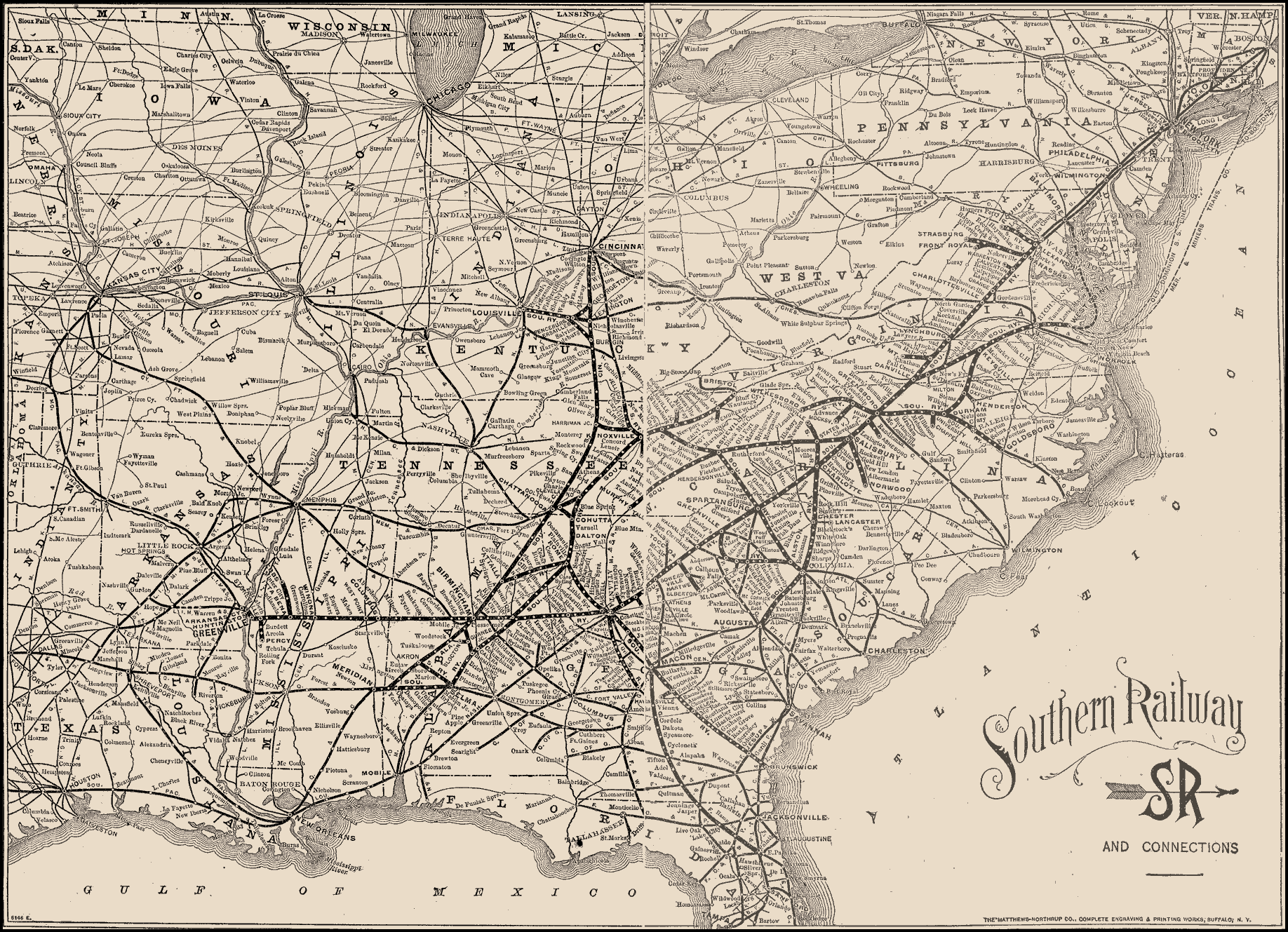
Netzkarte von 1895

Die eigentliche Southern Railway, wie sie 1894 entstand, war eine Kombination aus dem Richmond-and-Danville-System und der East Tennessee, Virginia and Georgia Railroad. Die neue Gesellschaft besaß zwei Drittel des 4400 Meilen langen Netzes, auf dem sie fuhr, und hielt sich den Rest durch Leasing, Betriebsvereinbarungen und Aktienmayoritäten. Die Southern kontrollierte weiterhin die Alabama Great Southern und die Georgia Southern and Florida, die einen separaten Betrieb durchführten, und hatte Interesse an der Central of Georgia Railroad. Der westliche Abschnitt der mit der Richmond-and-Danville erworbenen Georgia Pacific Railway zwischen Columbus und Greenville wurde am 31. August 1894 in eine separate Tochtergesellschaft namens Southern Railway Company in Mississippi ausgegliedert und 1923 an die durch regionale Unternehmer neu gegründete Columbus and Greenville Railway verkauft.
Samuel Spencer, der erste Präsident der Southern, erweiterte das Herznetz. Während seiner zwölfjährigen Amtszeit baute die Gesellschaft neue Werkstätten in Knoxville (Tennessee) und Atlanta und erwarb mehr Fahrzeugmaterial. Spencer schob den betrieblichen Schwerpunkt weg von der Abhängigkeit von landwirtschaftlichen Erzeugnissen wie Tabak oder Baumwolle. Er förderte eine Diversifizierung der Transportaufgaben, insbesondere im Bereich der industriellen Entwicklung. 1906 starb Spencer während eines Eisenbahnunglücks in Virginia.

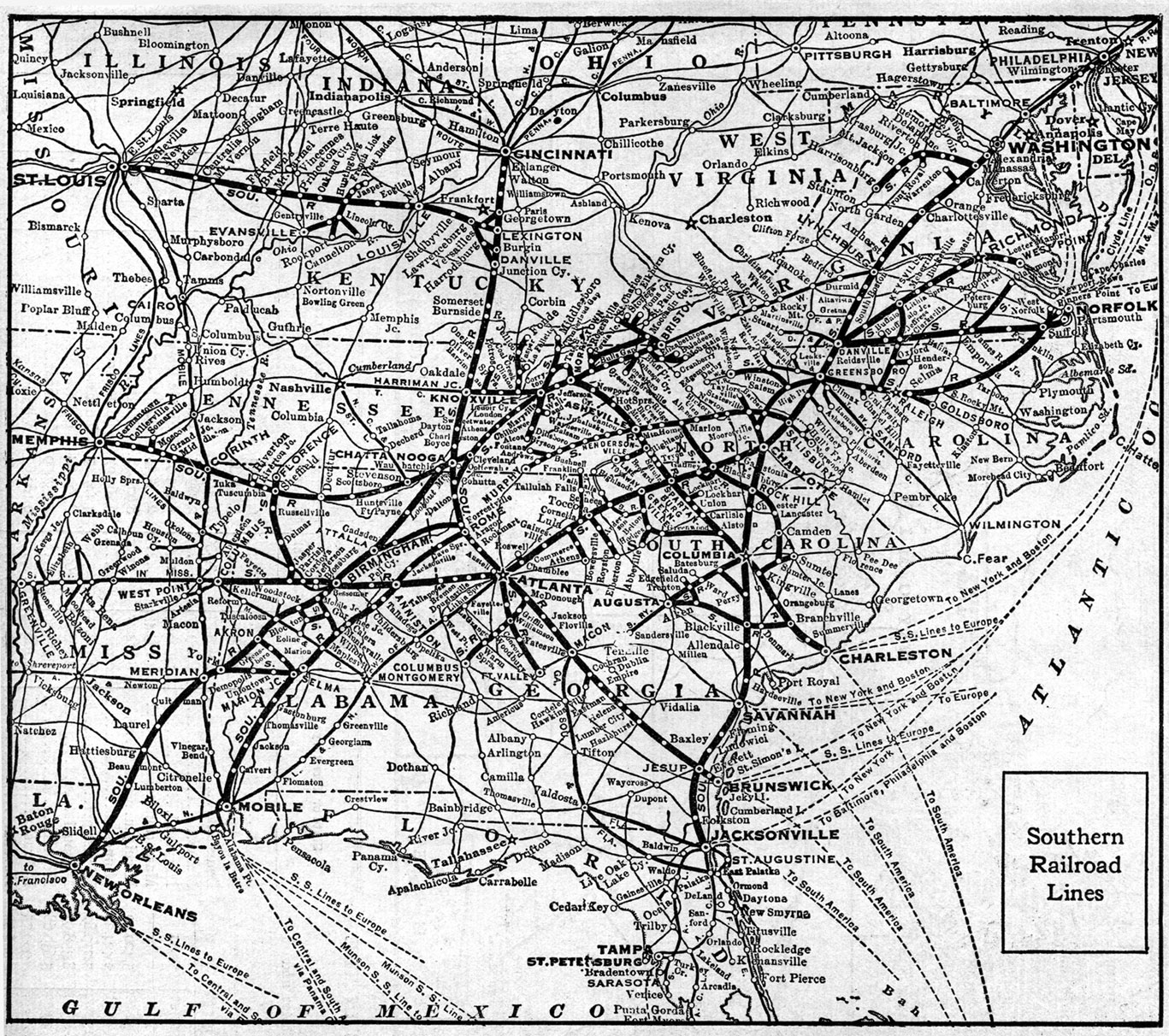
Netzkarte von 1921

Unter Präsident Fairfax Harrison kaufte die Gesellschaft 1916 die Linie von Meridian (Mississippi) nach New Orleans und erreichte eine Streckenlänge von 8000 Meilen. Fortan erstreckte sich das Netz über 13 Staaten und markierte damit ihre territorialen Grenzen für fast ein halbes Jahrhundert.
Die Central of Georgia ging 1963 in das Southern-System auf und die alte Norfolk Southern Railway wurde 1974 aufgekauft.

## Erwähnenswerte Merkmale
Die Southern und ihre Vorgänger zeichneten sich in vielen Bereichen als Vorreiter für Neuerungen im Bahnwesen aus. Die South Carolina Canal and Rail Road Company war die erste Bahngesellschaft, die Passagiere, US-Truppen und Post mit dampfbetriebenen Zügen beförderte und auch nachts fuhr.
1953 war die Southern Railway die erste Bahngesellschaft in den USA, die den Traktionswechsel auf Diesellokomotiven vollständig vollzogen und somit das goldene Dampfzeitalter beendet hatte.
Jede Güterzuglok der EMD GP-Serie, die die Southern Railway erwarb, wurde mit hohen Motorhauben ausgeliefert und mit der langen Motorhaube nach vorne eingesetzt. Dies geschah zur Sicherheit der Lokbesatzung im Falle einer Frontkollision. Von der ersten GP7 bis zur letzten GP50 wurde diese Option gewählt. Erst mit der SD50 wurde die Tradition gebrochen.
Im Personenverkehr dominierten jedoch die normal auf US-Bahnen üblichen EMD-Loks der E-Serie, die als die US-Loks schlechthin galten.
Von der Verdieselung über Werkstätten- und Güterbahnhofsmodernisierungen, bis zur Computertechnik und der Entwicklung spezieller Wagen, spielte die Southern eine Vorreiterrolle und nannte sich selbst The Railway System that gives a green light to innovations.
In den frühen 1960er Jahren wurden unter Präsident W. Graham Claytor Jr. die berühmten Dampfexkursionen eingeführt. Das Dampfprogramm überlebte auch die Fusion zur Norfolk Southern 1990, wurde jedoch 1994 eingestellt.
Die Southern unterhielt einen umfangreichen Reisezugverkehr zwischen Washington D. C. und New Orleans. Der berühmteste Zug war der Crescent Limited. Selbst mit der Gründung des amerikanischen Personen-Fernbahnbetreibers Amtrak 1971 behielt die Southern den Reisezugverkehr bei. Erst 1983 wurde dieser aufgegeben und Amtrak übertragen.

## Ende
Als Antwort auf die Gründung der CSX im Jahre 1986 fusionierte die Southern Railway mit der Norfolk and Western Railway und bildete 1990 die Norfolk Southern Railway, womit der damalige Trend zu Zusammenschlüssen von Eisenbahngesellschaften in den USA fortgesetzt wurde. Beide Gesellschaften waren schon seit 1982 im Eigentum der Norfolk Southern Corporation, aber rechtlich selbstständig.

## Gesellschaften im Besitz der Southern
- Alabama Great Southern Railroad (AGS)
- Central of Georgia Railway (CofG)
- Cincinnati, New Orleans and Texas Pacific Railway (CNO&TP)
- Georgia and Florida Railway (G&F)
- Georgia Northern Railway (GANO) – gekauft 1967
- Georgia Southern and Florida Railway (GS&F)
- Knoxville and Charleston Railroad
- Tennessee, Alabama and Georgia Railway (TA&G)

## Wichtigste Güterbahnhöfe
- Chattanooga (Tennessee) – DeButts Yard (vorher Citico Yard)
- Atlanta (Georgia) – Inman Yard
- Linwood (North Carolina) – Spencer Yard
- Birmingham (Alabama) – Norris Yard
- Knoxville (Tennessee) – Sevier Yard
- Macon (Georgia) – Brosnan Yard
- Sheffield (Alabama) – Sheffield Yard

## Vorstände
Präsidenten der Southern Railway:
- Samuel Spencer (1894–1906)
- William Finley (1906–1913)
- Fairfax Harrison (1913–1937)
- Earnest E. Norris (1937–1951)
- Harry A. de Butts (1951–1962)
- D. William Brosnan (1962–1967)
- W. Graham Claytor Jr. (1967–1977)
- L. Stanley Crane (1977–1980)
- Harold H. Hall (1980–1982)